# Cincovillas (Madrid)
Cincovillas es una localidad española del municipio de Puentes Viejas, en la Comunidad de Madrid.

## Geografía
La localidad está situada al norte de la provincia, en el municipio de Puentes Viejas, a pocos kilómetros de Mangirón, capital municipal, y cercana también a Buitrago del Lozoya. 

## Historia
A mediados del siglo XIX, el lugar, por entonces una aldea perteneciente al municipio de Mangirón, tenía contabilizada una población de 112 habitantes. La localidad aparece descrita en el sexto volumen del Diccionario geográfico-estadístico-histórico de España y sus posesiones de Ultramar de Pascual Madoz de la siguiente manera:

CINCO VILLAS: ald. en la prov., aud. terr. y c. g. de Madrid (11 1/2 leg.), part. jud. de Buitrago (1 1/2), dióc. de Toledo (26 1/2), ayunt. de Manjiron (1/2): sit. al S. y falda del cerro del mismo nombre, en terreno pedregoso, la combaten en general el viento S. y su clima es propenso a tercianas: tiene 31 casas y una igl. parr. aneja de la de Manjiron, cuyo párroco la sirve. Confina el térm. con Manjiron, La Nava y Cuadron, y se estiende una leg. de N. á E., é igual dist. de S. á O. El terreno es pedregoso y seco, sin arbolado, ni casi pastos. caminos: los que dirigen á los pueblos inmediatos en mal estado. El correo se recibe de Buitrago todos los dias escepto los lunes. prod.: centeno y legumbres; mantiene ganado lanar y vacuno; cria caza de liebres y conejos. pobl.: 28 vec., 112 alm. cap. prod.: 444,686 rs. imp.: 17,226. contr.: segun el cálculo general y oficial de la prov. 9'65 por 100.
(Madoz, 1847, p. 409)

En 2022 la entidad singular de población tenía empadronados 110 habitantes y el núcleo de población 104 habitantes.